# 前橋市立粕川小学校
前橋市立粕川小学校（まえばししりつ かすかわしょうがっこう）は、群馬県前橋市にある公立小学校。

## 沿革
- 1873年（明治6年）9月30日 - 女渕村千手院に女淵小学校を開設
- 1947年（昭和22年）4月 - 新学制により粕川小学校開校式を行う
- 1961年（昭和36年）3月 - 校歌，校章を制定する。
- 1967年（昭和42年）11月 - 新校舎が落成
- 2014年（平成26年）10月 - 現校舎完成

## 学校教育目標
- 教育目標　思いやりの心をもって、あきらめずにやりぬく、元気な子の育成を目指し、教育実践に取り組む[1]。
- 具体目標
  - なかよく助け合う子
  - よく考えてやりぬく子
  - 元気で明るい子
- 2015年の重点

自己を開き、自己肯定感を高める
へんじ・あいさつ・くつそろえを合い言葉として

## 関係者

### 卒業生
- 北爪健吾（プロサッカー選手）